# Királyhegyes
Királyhegyes è un comune dell'Ungheria di 726 abitanti (dati 2001). È situato nella contea di Csongrád-Csanád.